# Liceu (metropolitana di Barcellona)
Liceu è una stazione della Linea 3 della metropolitana di Barcellona, nel distretto della Ciutat Vella, presso la Rambla dels Caputxins, nelle vicinanze del Gran Teatre del Liceu, il grande teatro d'opera da cui prende il nome.
La stazione ha vestiboli indipendenti per ogni senso di marcia a causa della esigua profondità.

## Storia
Fu inaugurata nel 1925, con il nome in castigliano di "Liceo", con la prima parte del prolungamento del Gran Metro de Barcelona; con la riorganizzazione del 1982 divenne una stazione della L3 e assunse l'attuale denominazione in lingua catalana.
Nell'estate del 2008 sono terminati i lavori di ristrutturazione che hanno dato alla stazione una decorazione "tematica".